# Metropolitanato de Cos y Nísiros

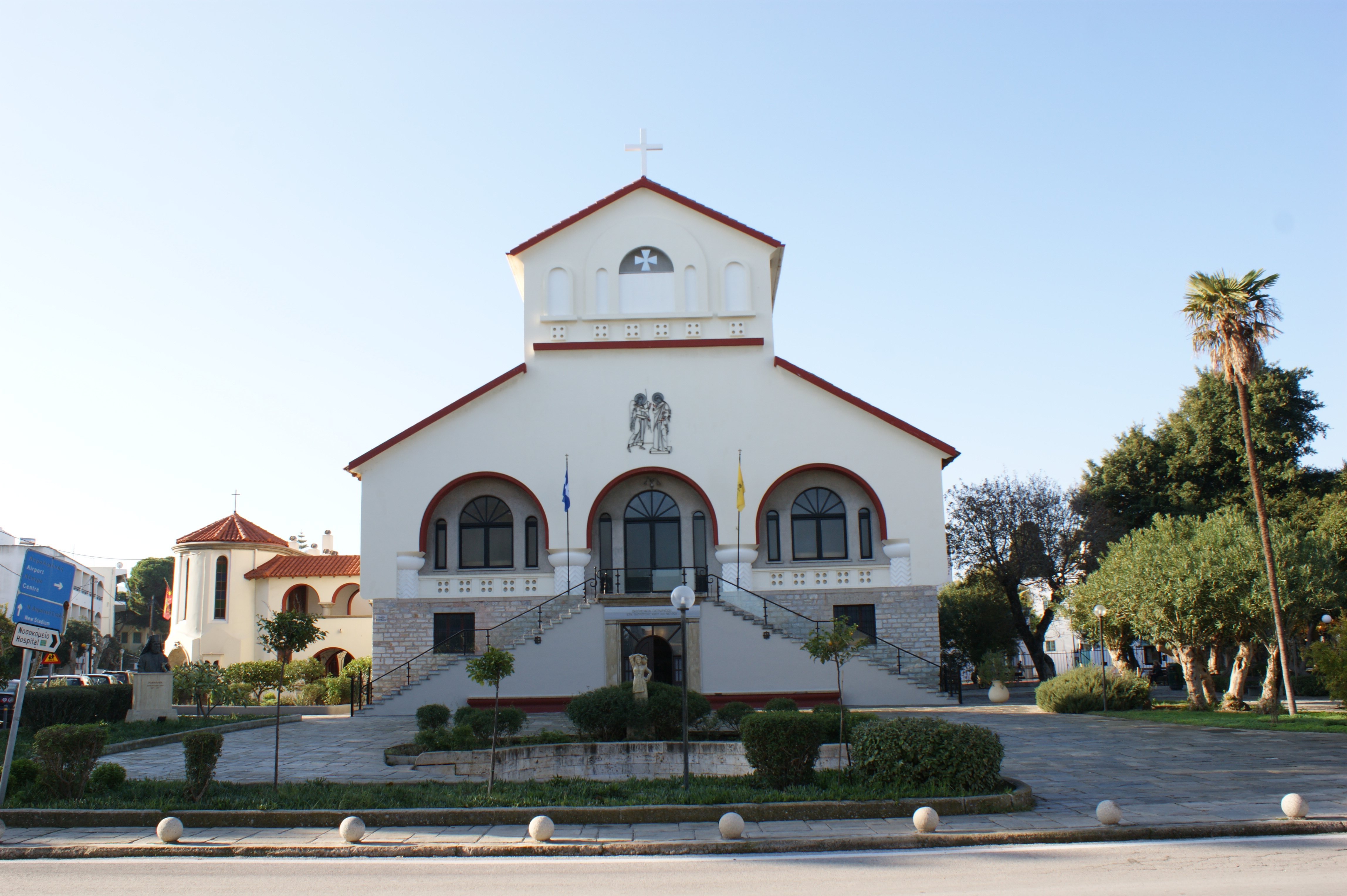
Catedral de la Anunciación en Cos.

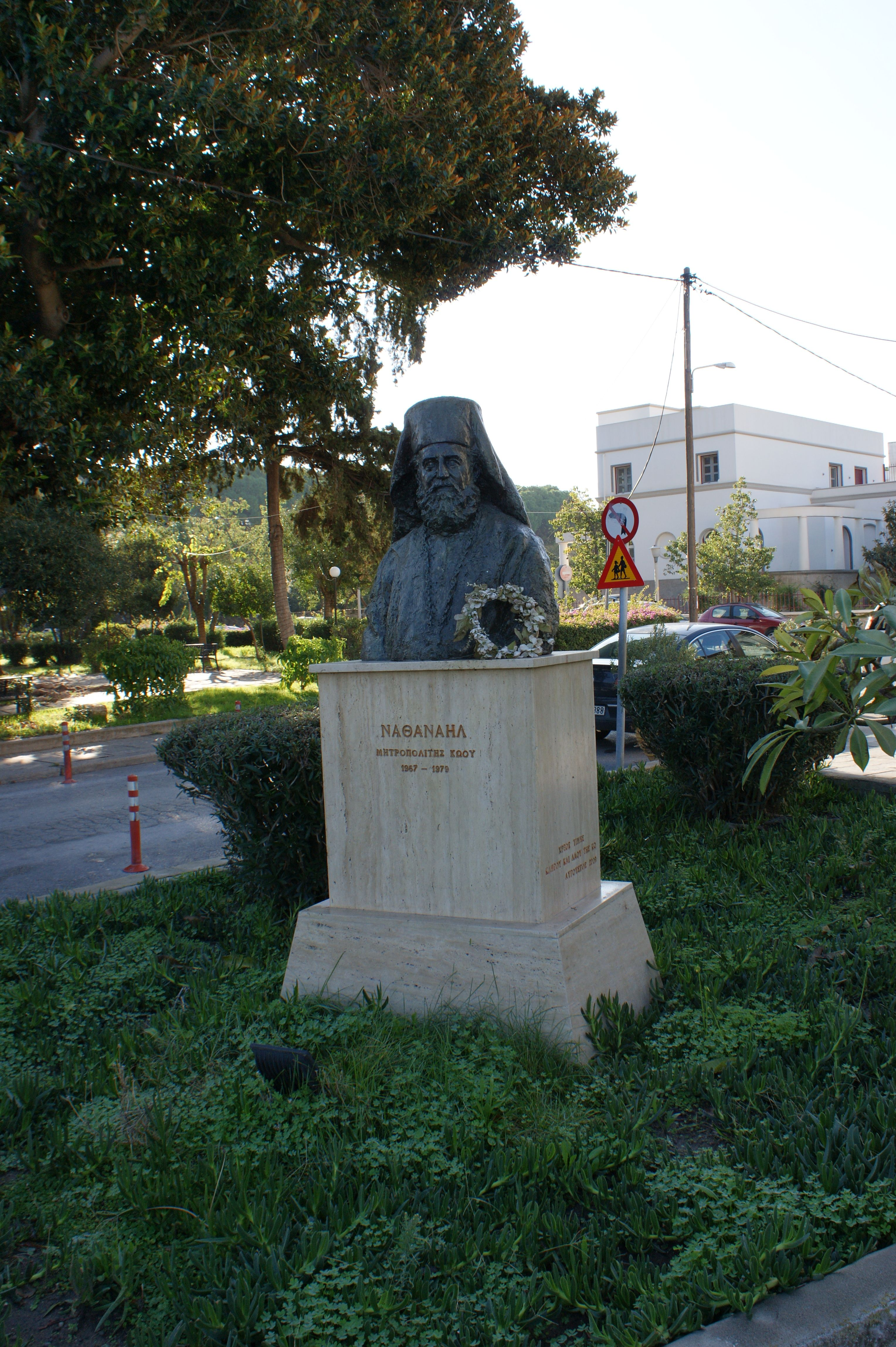
Busto del metropolitano Natanael, metropolitano de Cos de 1967 a 1979.

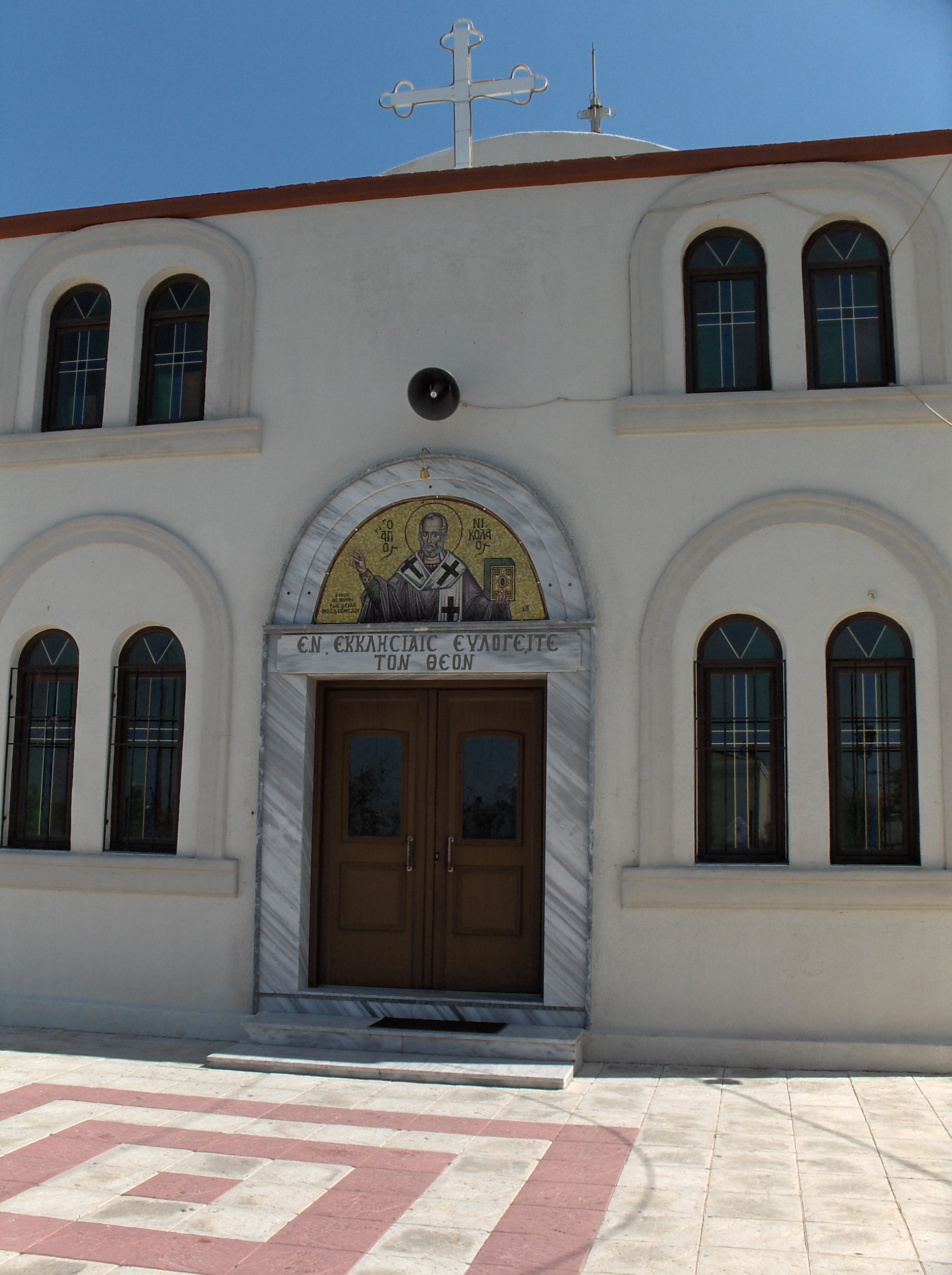
Iglesia ortodoxa griega en Pili, en la isla de Cos.

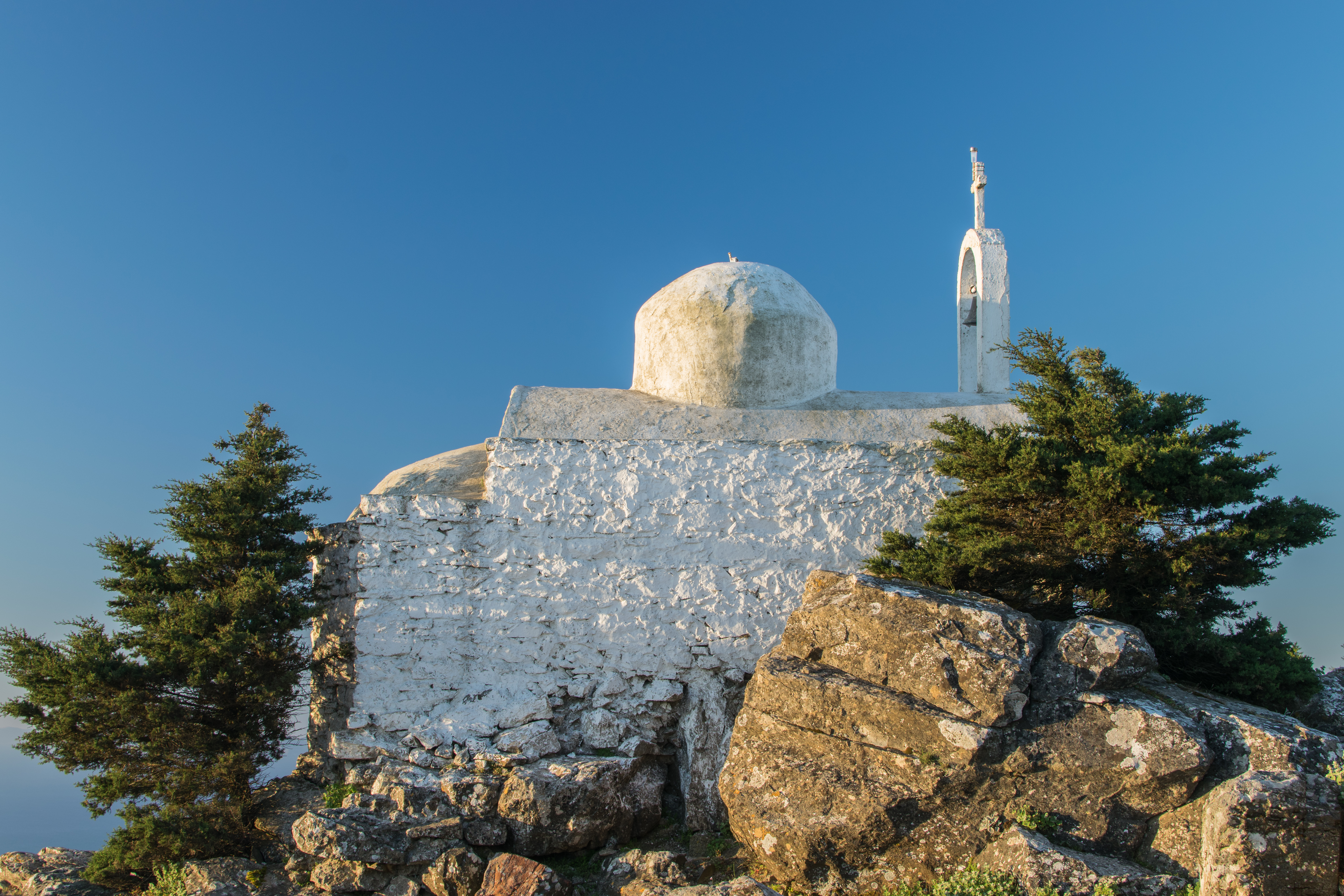
Una capilla en la cima del monte Dikaios en Cos.

El metropolitanato de Cos y Nísiros (en griego: Ιερά Μητρόπολη Κώου και Νισύρου) es una diócesis de la Iglesia ortodoxa perteneciente al patriarcado de Constantinopla. Su sede está en la ciudad de Cos en Grecia. Su titular lleva el título metropolitano de Cos y Nísiros, el más honorable ('hypertimos') y exarca de las islas Cícladas (en griego: Μητροπολίτης Κώου καί Νισύρου, ὑπέρτιμος καί ξαρχος Κυκλάδων Νήσων). Es una antigua sede metropolitana de la provincia romana de las Islas en la diócesis civil de Asia y en el patriarcado de Constantinopla.

## Territorio
El metropolitanato de Cos y Nísiros se encuentra en la periferia de Egeo Meridional, en donde cubre las islas de Cos, Nísiros y Gyali y los islotes de Pergousa, Kadelioussa, Agios Antonios, Strongilí y Pachia. Separado por el mar Egeo, limita al norte con el metropolitanato de Leros, Kálimnos y Astipalea; al este con el metropolitanato de Pisidia; y al sur con el metropolitanato de Symi; y al noroeste con el metropolitanato de Leros, Kálimnos y Astipalea.
Además de la ciudad de Cos, otra localidad del metropolitanato es Mandraki en la isla de Nísiros.

## Historia
Fuentes literarias documentan la existencia de seis obispos de Cos en el primer milenio. Melifrón participó en el Concilio de Nicea I en 325. Edesio fue uno de los obispos de eusebianos que abandonaron el Concilio de Sárdica para constituir un sínodo alternativo en Filipópolis en el otoño de 343.
El Concilio de Nicea I en 325 aprobó la ya existente organización eclesiástica según la cual el obispo de la capital de una provincia romana (el obispo metropolitano) tenía cierta autoridad sobre los otros obispos de la provincia (sufragáneos), utilizando por primera vez en sus cánones 4 y 6 el nombre metropolitano. Quedó así reconocido el metropolitanato de Rodas en la provincia romana de las Islas, siendo Cos una de sus diócesis sufragáneas. El canon 6 reconoció las antiguas costumbres de jurisdicción de los obispos de Alejandría, Roma y Antioquía sobre sus provincias, aunque no mencionó a Éfeso, su metropolitano también encabezaba de la misma manera a los obispos de la diócesis civil de Asia como exarca de Asia, entre ellos al metropolitanato de Rodas. El canon 28 del Concilio de Calcedonia en 451 pasó al patriarca de Constantinopla las prerrogativas del exarca de Asia, por lo que el metropolitanato de Rodas con sus diócesis sufragáneas pasó a ser parte del patriarcado.
Juliano es atestiguado en varias ocasiones en las actas conciliares de mediados del siglo V y también es conocido gracias a la correspondencia del papa León I, de la cual se sabe que el obispo era originario de Roma y estaba vinculado por la amistad con el pontífice. Participó en los dos sínodos convocados en Constantinopla en noviembre de 448 y en abril de 449 para verificar la ortodoxia de la teología enseñada por el monje Eutiques. En el primer sínodo, Juliano intervino para profesar la cristología definida por los padres en Nicea (325) y Éfeso (431) y para declarar herejía a la fe profesada por Eutiques. De la correspondencia leoniana se tiene conocimiento de un denso intercambio de cartas entre el papa León I y Juliano, antes y después del Concilio de Éfeso convocado por el emperador Teodosio II para el mes de agosto de 449, durante el cual Eutiques fue rehabilitado y condenó a todos los partidarios de la doble naturaleza de Cristo después de la encarnación. Juliano no participó en este concilio, pero estuvo presente en las sesiones del Concilio de Calcedonia en 451. Las actas griegas de la primera sesión lo presentan como "Juliano de la ciudad de Cos, que actúa en lugar de León del trono apostólico de la antigua Roma", es decir, en el doble papel de obispo y legado papal. Se conocen otras cartas entre Juliano y el papa León entre mayo de 452 y diciembre de 457. La última mención de Juliano es su suscripción a la carta de los obispos de la provincia de las Islas al emperador León en 458 tras el asesinato del patriarca Proterio de Alejandría.
Doroteo firmó la petición dirigida por el sínodo de Constantinopla el 20 de julio de 518 al patriarca Juan II para romper con Severo de Antioquía y restaurar la teología sancionada en Calcedonia. Jorge fue uno de los miembros del Concilio de Constantinopla desde 680 hasta 681. Finalmente, Constantino participó en el Concilio de Constantinopla en 879-880 que rehabilitó al patriarca Focio de Constantinopla.
Según la Crónica de Miguel el Sirio, un obispo anónimo de Cos se hace posible de traición con el saqueo de la ciudad por los árabes en 653/654.
Fuentes arqueológicas y sigilográficas han sacado a la luz los nombres de otros obispos de Cos. Dos inscripciones descubiertas en la isla, ambas datables entre los siglos V y VI, muestran los nombres de los obispos Aristócrates y Elanico. Un fragmento de mosaico, datable hasta el siglo VI, descubierto en el baptisterio de la basílica de Mastichari, lleva el nombre de obispo Juan, promotor de la construcción del propio baptisterio. El sello de un obispo, que data del siglo VII, lleva las palabras: «Madre de Dios, trae ayuda a Teodoro, obispo de Cos». Finalmente, otro sello, datable al siglo VIII, menciona el obispo Gregorio.
En la Edad Media la isla de Cos fue ocupada por los venecianos en 1204, al establecerse el Imperio latino de Constantinopla. En 1261 la isla volvió a la soberanía bizantina, pero se mantuvo bajo dominio veneciano, que la declaró su posesión en 1302. Fue vendida a los Caballeros de San Juan en 1314, gobernantes de la cercana isla de Rodas. En esta época (circa 1300) Cos se volvió una arquidiócesis autocéfala, que fue abolida durante la ocupación latina. En la isla, que fue llamada Lango, se estableció la diócesis Langonensis del rito latino, de la que se conocen los nombres de algunos de los obispos del siglo XIV. Precisamente por la presencia de los latinos que le impidieron ejercer sus funciones, el obispo griego de Cos, cuyo nombre se desconoce, fue transferido en abril de 1340 a Corinto. Los Caballeros de San Juan abandonaron la isla de Cos, conquistada por el Imperio otomano el 5 de enero de 1523 a la vez que la cercana Nísiros. Con la ocupación otomana fue restablecida la arquidiócesis autocéfala de Cos en 1523. El 11 de abril de 1838 Cos fue elevada a metropolitanato. 
El 30 de abril de 1912 Italia ocupó las islas. El Tratado de Lausana reconoció la posesión italiana el 24 de julio de 1923. Desde el 4 de octubre de 1943 los alemanes ocuparon las islas, hasta que les fueron arrebatadas por los británicos el 9 de mayo de 1945, que ejercieron la administración hasta que fueron entregadas a Grecia el 7 de marzo de 1948. Separada de Leros, el 2 de mayo de 1937 la isla de Kálimnos fue unida a Cos, que tomó el nombre de metropolitanato de Cos y Kálimnos. En 1947 Kálimnos fue retornada al metropolitanato de Leros.
El 20 de abril de 2004, en un esfuerzo por mejorar la administración religiosa de las islas, el patriarcado ecuménico decidió separar de la jurisdicción del metropolitanato de Rodas la isla de Nísiros, que fue unida a Cos formando el metropolitanato de Cos y Nísiros.

## Cronología de los obispos

### Obispos de Cos
- Melifrón † (mencionado en 325)
- Edesio † (mencionado en 343 y en 344)
- Juliano † (antes de 448-después de 458)
- Doroteo † (mencionado en 518)
- Aristócrates † (siglo V/siglo VI)
- Elanico † (siglo V/siglo VI)
- Juan † (siglo VI
- Teodoro † (siglo VII)
- Anónimo † (mencionado en 653/654)
- Jorge † (mencionado en 680 y en 681)
- Gregorio † (siglo VIII
- Constantino † (mencionado en 879)
- Atanasio I † (siglo XI)

### Arzobispos de Cos
- Gerásimo I † (mencionado 1330)
  - Gobernada por el metropolitano de Side (1369)
  - Gobernada por el metropolitano de Myra (1385)
  - Gobernada por el metropolitano de Perga y Antalya (1387)
  - Gobernada por el metropolitano de Staurópolis (1393)
  - Jorge (1418 obispo de Neratzia)
- Nicandro † (1572-1584)
- Dionisio † (mencionado en 1590)
- Jacobo † (?-1595)
- Gabriel † (1596-1616)
- Cristóforo † (1 de enero de 1616-1625)
- Antonio † (noviembre de 1625-1626)
- Serafín † (1626-1638)
- Joaquín I † (enero de 1638-?)
- Cosme † (1648-?)
- Zacarías I † (1660-?)
- Macrio † (1670-?)
- Cirilo I † (1701-1720)
- Neófito † (1720-1748)
- Melecio I † (22 de agosto de 1748-27 de marzo de 1761)
- Teocleto † (27 de marzo de 1761-1763)
- Melecio II † (1763-1765)
- José † (1766-1768)
- Calínico I † (1768-1774)
- Partenio † (1774-1790)
- Zacarías II † (1790-1801 falleció)
- Gerásimo II † (marzo de 1801-1838 falleció)

### Metropolitanos de Cos
- Cirilo II † (marzo de 1838-julio de 1840 trasladado al metropolitanato de Vidyni)
- Sinesio † (julio de 1840-1842 falleció?)
- Cirilo III † (1842-1843 falleció)
- Pancracio † (julio de 1843-23 de julio de 1853 renunció)
- Cirilo IV † (25 de julio de 1853-marzo de 1867 trasladado al metropolitanato de Elasson)
- Germán (Kavakopoulos) † (10 de marzo de 1867-19 de febrero de 1876 trasladado al metropolitanato de Rodas)
- Melecio III † (19 de febrero de 1876-septiembre de 1885 falleció)
- Pablo (Simeonidis) † (14 de octubre de 1885-junio de 1888 suspendido)
- Atanasio II (Nikolaidis) † (junio de 1888-1 de junio de 1893 trasladado al metropolitanato de Sisanion)
- Calínico II (Palaiokrasas) † (1 de junio de 1893-12 de febrero de 1900 trasladado al metropolitanato de Paramythia)
- Joaquín II (Vaksevanidis) † (17 de febrero de 1900-14 de febrero de 1908 trasladado al metropolitanato de Kastoria)
- Nicodemo (Comneno) † (19 de febrero de 1908-31 de julio de 1908 renunció)
- Agatángelo (Architas) † (31 de julio de 1908-24 de julio de 1924 falleció)
  - Archimandrita Filemón (1924-2 de mayo de 1937)

### Metropolitanos de Cos y Kálimnos
- - Archimandrita Filemón (2 de mayo de 1937-1 de marzo de 1947)
- Emanuel (Karpafios) † (1 de marzo de 1947-24 de noviembre de 1950)

### Metropolitanos de Cos
- Emanuel (Karpafios) † (24 de noviembre de 1950-23 de mayo de 1967 trasladado al metropolitanato de Mesembria)
- Natanael I (Dikayos) † (23 de mayo de 1967-14 de agosto de 1979 falleció)
- Ezequiel (Tsukalas) † (16 de septiembre de 1979-14 de diciembre de 1982 renunció)
- Emiliano (Zaharopoulos) † (14 de diciembre de 1982-20 de abril de 2004)

### Metropolitanos de Cos y Nísiros
- Emiliano (Zaharopoulos) † (20 de abril de 2004-23 de febrero de 2009)
- Natanael (Diakopanayiotis) (desde el 8 de marzo de 2009)

### Obispos latinos de Lango
- Bernardo † (? nombrado arzobispo de Rodas)
- Amedeo d'Alba, O.F.M. † (17 de julio de 1342-15 de febrero de 1346 nombrado obispo de Noli)
- Juan Seguini, O.P. † (?-? falleció)
- Pedro † (15 de julio de 1348-? falleció)
- Mateo, O.E.S.A. † (23 de octubre de 1349-?)
- Felipe † (mencionado el 2 de febrero de 1385)[14]